# Federación Deportiva Peruana de Béisbol
La Federación Deportiva Peruana de Béisbol (FDPB) es la máxima entidad de béisbol en el Perú y le corresponde la representación internacional tanto de su selección como de su liga y todas sus divisiones. La FDPB fue fundada en 1926 como una persona jurídica de derecho privado consolidada como asociación sin fines de lucro y se encuentra afiliada a la Confederación Mundial de Béisbol y Sóftbol (WBSC), la Confederación Panamericana de Béisbol (COPABE), y la Confederación Sudamericana de Béisbol (CONSUBE). 
La finalidad de la Federación es promover, dirigir, administrar y controlar la práctica del béisbol de acuerdo con sus estatutos, las normas reglamentarias que rigen esta disciplina y los reglamentos deportivos internaciones. Es quien organiza la Liga Peruana de Béisbol.